# معركة هرمزغان
كانت معركة هرمزغان هي معركة حرجة وقعت بين السلالة الأرشكية الفرثية والسلالة الساسانية في 28 أبريل 224. لقد كسر الانتصار الساساني قوة السلالة الفرثية، مما أنهى فعليًا ما يقرب من خمسة قرون من الحكم الفرثي في إيران ومثل البداية الرسمية للعصر الساساني.

## الخلفية
في حوالي 208 تولى فولوغاسيس السادس الحكم خلفًا لوالده فولوغاسيس الخامس كملك للإمبراطورية الفرثية حيث حكم كملك بلا منازع من 208 إلى 213، ولكن بعد ذلك وقع في صراع سلالة مع شقيقه أرتابانوس الرابع، الذي كان مسيطرًا على معظم الإمبراطورية بحلول عام 216، حتى أنه تم الاعتراف به باعتباره الحاكم الأعلى من قبل الإمبراطورية الرومانية. سرعان ما اشتبك أرتابانوس الرابع مع الإمبراطور الروماني كاراكلا، الذي تمكن من احتواء قواته في معركة نصيبين في عام 217. تم إحلال السلام بين الإمبراطوريتين في العام التالي، حيث احتفظ الأرشكيون بمعظم بلاد ما بين النهرين. ومع ذلك، كان لا يزال يتعين على أرتابانوس الرابع التعامل مع شقيقه فولوغاسيس السادس، الذي استمر في سك العملات المعدنية وتحديه. في هذه الأثناء، برزت العائلة الساسانية بسرعة في موطنها الأصلي بارس، وبدأت، تحت حكم الأمير أردشير الأول، في غزو المناطق المجاورة والأراضي البعيدة، مثل كيرمان. في البداية، لم تزعج أنشطة أردشير الأول أرتابانوس الرابع، حتى وقت لاحق، عندما اختار الملك الأرشكي أخيرًا مواجهته.

## التاريخ

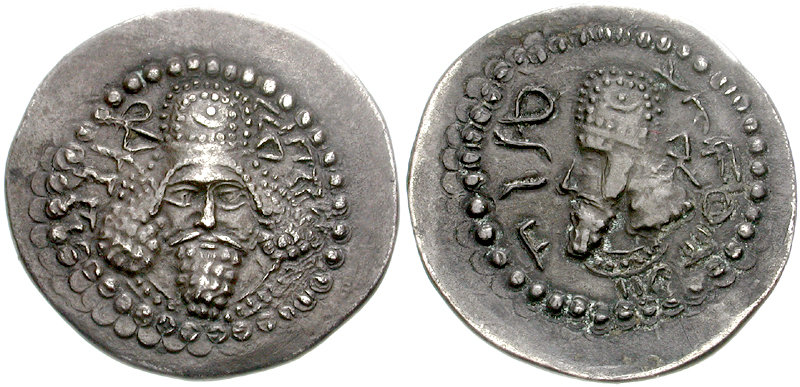
عملة أردشير الأول ملك محافظة فارس

لم يتم العثور على مكان المعركة. يذكر التاريخ العربي «نهاية الإرب» أن المعركة وقعت في بدرجان أو بدجن، والتي ترجمها جيو ويدنغرين باسم جورباذيجان (كلبايكان). لكن هذا غير محتمل، نظرًا لأن أردشير الأول كان يعمل حول كسكر قبل المعركة. ووفقًا لعمل غير مكتمل قام به أبو علي البلعمي، فقد وقعت المعركة في خوش هرمز، وهو اسم آخر لمدينة رامز البارزة، الواقعة بالقرب من أرجان والأهواز. وهذا يعني أن رامز ربما كانت كلمة أخرى لهرمزدجان، وتوضح أيضًا سبب عدم ذكر الأخيرة من قبل الجغرافيين الإسلاميين في حين ذكرت الأولى بالتفصيل. بلدة رامز لا تزال موجودة حتى يومنا هذا، وتبعد من العمر 65 كم شرق الأهواز، «في سهل عريض عند سفح التلال التي تشكل الذيل الشمالي الشرقي لجبل بنغستان من سلسلة زاغروس». وفقًا لعلي رضا شابور شهبازي، «السهل القريب مناسبٌ، بشكل مثير للإعجاب، للاشتباك مع سلاح الفرسان».

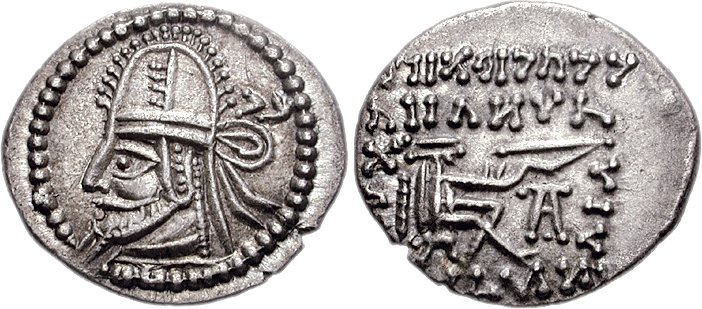
عملة أرتابانوس الرابع (حكم من 213 حتى 224)

ووفقًا للطبري، الذي يُرجح أن عمله كان مستندًا إلى مصادر ساسانية، اتفق أردشير الأول وأرتابانوس الرابع على الاجتماع في هرمزغان في نهاية شهر ميهر (أبريل). ومع ذلك، ذهب أردشير إلى المكان قبل الوقت المحدد لاحتلال موقع مفيد في السهل، حيث حفر هناك خندقًا للدفاع عن نفسه وقواته. كما حفر نبعًا في المكان. بلغ عدد قوات أردشير الأول 10 آلاف من الفرسان، بعضهم يرتدي درعًا مرنًا شبيهًا بدروع الرومان. قاد أرتابانوس الرابع عددًا أكبر من الجنود، الذين كانوا، أقل تصرفًا بسبب ارتداء الدرع الرقائقي غير الملائم. شارك في المعركة أيضًا ابن أردشير الأول ووريثه، سابور الأول، كما تم تصويره في النقوش الصخرية الساسانية. وقعت المعركة في 28 أبريل 224، وهُزم أرتابانوس الرابع وقُتل، إيذانًا بنهاية عصر الأرشكيين وبداية 427 عامًا من الحكم الساساني.

## العواقب

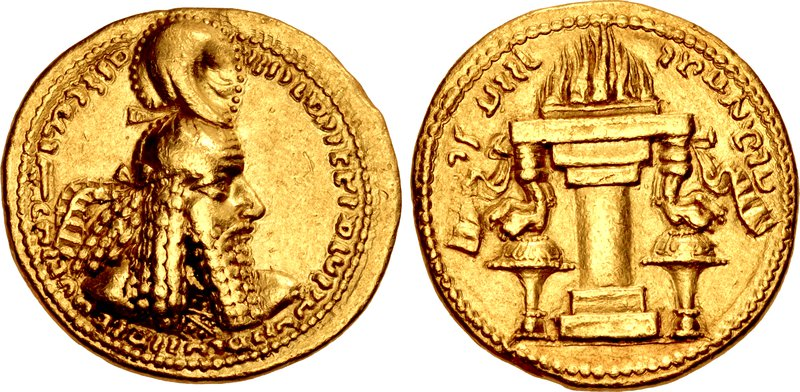
عملة أردشير الأول ملك الملوك (حكم من 224 إلى 242)

بعد ذلك أعدم أردشير الأول، السكرتير الأول للملك المتوفى، داد وينداد. منذ ذلك الحين، أخذ أردشير الأول لقب شاهنشاه («ملك الملوك») وبدأ في احتلال منطقة تسمى إيرانشهر (Ērānshahr). لقد احتفل بانتصاره من خلال نحت نقشين صخريين في المدينة الملكية الساسانية لأردشير خواره (فيروز آباد حاليًا) في موطنه، بارس. يصور أول نقش ثلاثة مشاهد من القتال الشخصي. انطلاقا من اليسار، يشاهد أرستقراطي فارسي يأسر جنديًا فرثيًا؛ شابور يخوزق الوزير الفرثي داد وينداد برمحه؛ أردشير الأول يطيح بأرتابانوس الرابع. النقش الثاني، الذي يُقصد به على الأرجح تصوير ما بعد المعركة، يعرض المنتصر أردشير الأول الذي يَتسلم شارة الملكية على ضريح نار من الإله الزرادشتية الأعلى أهورامزدا، في حين يمكن رؤية شابور وأمراء آخرين وهم يراقبون من الخلفية.

تم طرد فولوغاسيس السادس من بلاد ما بين النهرين على يد قوات أردشير الأول بعد عام 228. استمرت العائلات النبيلة الفرثية الرائدة (المعروفة باسم العائلات السبع الكبرى في إيران) في السيطرة على إيران، والآن أصبح الساسانيون هم زعماء جدد. كان الجيش الساساني المبكر (spah) مطابقًا للجيش الفرثي.  في الواقع، فإن غالبية سلاح الفرسان الساساني يتألف من النبلاء الفرثيين الذين خدموا قبيلة الأرشكيين. هذا يدل على أن الساسانيين بنوا إمبراطوريتهم بفضل دعم البيوت الفرثية الأخرى، ونتيجة لذلك سمّيت «إمبراطورية الفرس والفرثيين». ومع ذلك، لم تختف ذكريات الإمبراطورية الأرسادية تمامًا، مع محاولات فاشلة لاستعادة الإمبراطورية في أواخر القرن السادس من قبل السلالات الفرثية بهرام جوبين وفيستهم.

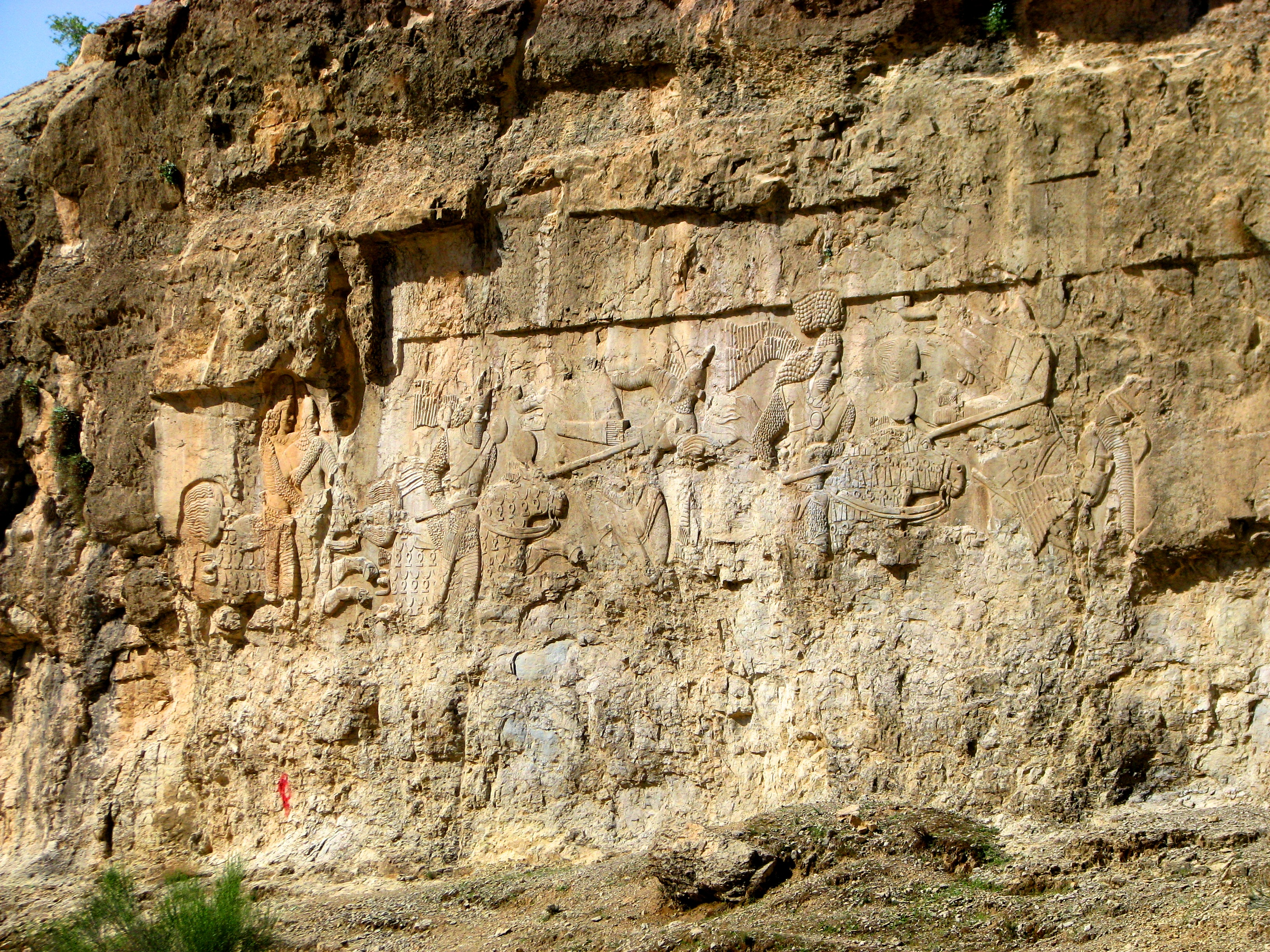
نقش صخري لانتصار أردشير الأول على أرتابانوس الرابع
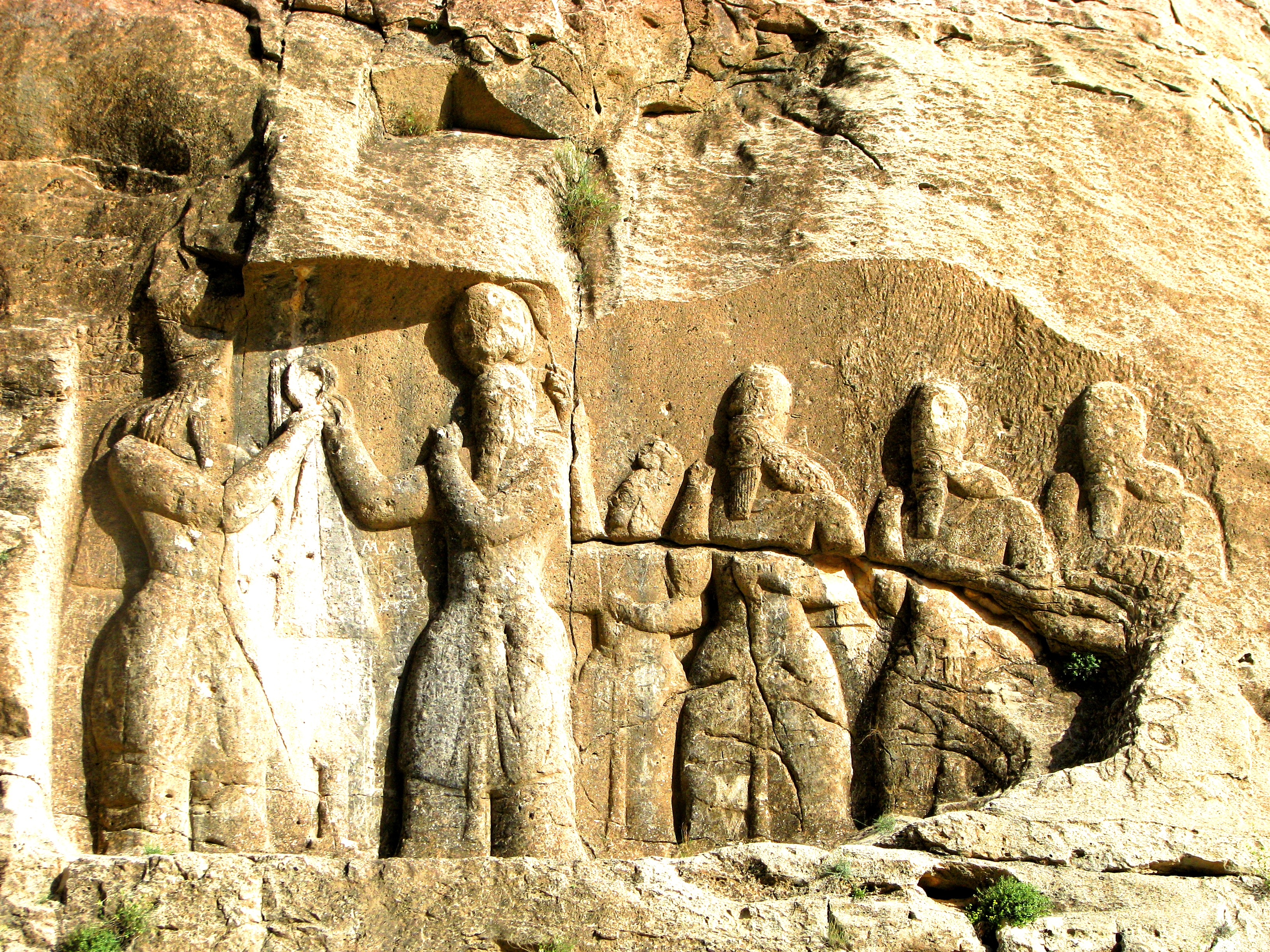
أردشير الأول يستلم شارة الملكية على ضريح نار من الإله الزرادشتي الأعلى أهورامازدا

## ملحوظات
1. ↑  يُعرف أرتابانوس الرابع خطأً في المنح الدراسية القديمة باسم أرتابانوس الخامس. لمزيد من المعلومات، انظر Schippmann (1986a, pp. 647–650)